# Beyond Black Void
Beyond Black Void ist ein 2002 von Stijn van Cauter gegründetes Funeral-Doom-Projekt.

## Geschichte
Stijn van Cauter initiierte Beyond Black Void als Soloprojekt. Beyond Black Void gilt als eines diverser Nebenprojekte zu van Cauters Hauptband Until Death Overtakes Me. Die Veröffentlichungen des Projektes erschienen überwiegend auf van Cauters Label Nulll Records. Vereinzelt veröffentlichte Beyond Black Void über andere Label, wie Marche Funebre Productions. Besondere Rezeption erfuhr das Album Desolate, zu dem die Meinungen der Kritiker auseinandergingen. Im Jahr 2011 stellte van Cauter die Produktion weiterer Musik vorübergehend ein. Erst 2019 reaktivierte er Beyond Black Void und veröffentlichte das Album Voidgaze. Seit Voidgaze führte er das Projekt ohne Gesang fort.

## Stil
Die Musik von Beyond Black Void wird dem Funeral Doom zugerechnet. Das Webzine Doom-Metal.com beschreibt den mit dem Projekt präsentierten Stil in Abgrenzung zu anderen von van Cauter unterhaltenen Projekten als stärker auf einen extremen Funeral Doom konzentriert. Auch in Besprechungen wird auf einen extremen Minimalismus der Musik verweisen. Die Musik sei auf „Gitarre, Pauke und Gesang“ reduziert. Im Wesentlichen begrenze sich die Musik dabei auf das Spiel zwischen einer hohen und langsamen Leadgitarre und einer extrem tief gestimmten Bass-Gitarre.

„Desolate macht fleißig vom Nichts bzw. vom Wenig Gebrauch. So kommen die drei, sich knapp über 70 Minuten erstreckenden Songs mit gerade einmal 30 Worten Text aus, und ich glaube, die Anzahl der angeschlagenen Gitarrensaiten bewegt sich in einem ähnlichen Rahmen.“

Mit Voidgaze wandte sich Beyond Black Void einem instrumentalen Hybrid aus Drone und Funeral Doom zu, der exklusiv aus verzerrten Gitarren und minimalistisch eingesetzten programmierten Rhythmen besteht, zu. Die radikale Reduzierung erzeuge atmosphärisch „eine Leere, deren Präsenz durch ein getragenes, schepperndes Dröhnen ausgedrückt wird“.

## Diskografie
- 2003: Desolate (Album, Nulll Records/Marche Funebre Productions)
- 2010: Eridanus Supervoid (Download-Single, Nulll Records)
- 2011: Neyon Moru (Download-Single, Nulll Records)
- 2019: Voidgaze (Album, Void Overflow/Volok Records)
- 2021: Wraith Crag (Download-Album, Void Overflow)
- 2023: Warp Eagle (Download-Album, Void Overflow)